# Weather
Weather je deváté studiové album americké zpěvačky a baskytaritky Meshell Ndegeocello, vydané dne 15. listopadu roku 2011 prostřednictvím francouzského hudebního vydavatelství Naïve Records. Producenty alba byli Joe Henry a Keefus Ciancia. V žebříčku nejlepších R&B alb časopisu Billboard se album umístilo na 37. pozici.

## Seznam skladeb
| Pořadí | Název                                         | Autor                               | Délka |
| ------ | --------------------------------------------- | ----------------------------------- | ----- |
| 1.     | Weather                                       | Benji Hughes, Meshell Ndegeocello   | 2:32  |
| 2.     | Objects in Mirror Are Closer Than They Appear | Chris Bruce, Ndegeocello, Gabe Noel | 2:45  |
| 3.     | Feeling for the Wall                          | Joe Henry, Ndegeocello              | 3:28  |
| 4.     | Chance                                        | Bruce, Ndegeocello, Deantoni Parks  | 3:31  |
| 5.     | Oysters                                       | Hughes                              | 2:40  |
| 6.     | Rapid Fire                                    | Chris Connelly, Ndegeocello, Parks  | 4:56  |
| 7.     | Chelsea Hotel                                 | Leonard Cohen                       | 5:12  |
| 8.     | Dirty World                                   | Ndegeocello, Parks                  | 3:19  |
| 9.     | A Bitter Mule                                 | Bruce, Ndegeocello                  | 2:54  |
| 10.    | Crazy and Wild                                | Keefus Ciancia, Hughes              | 4:32  |
| 11.    | La Petite Mort                                | Nicci Kasper, Ndegeocello           | 3:31  |
| 12.    | Dead End                                      | Bruce, Kasper, Ndegeocello          | 5:11  |
| 13.    | Don't Take My Kindess for Weakness            | The Soul Children                   | 3:03  |

## Obsazení
- Meshell Ndegeocello – zpěv, baskytara
- Deantoni Parks – bicí
- Chris Bruce – kytara, baskytara
- Keefus Ciancia – klavír
- Gabe Noel – violoncello, baskytara
- Benji Hughes – klavír
- Jay Bellerose – bicí